# Paul Kagame

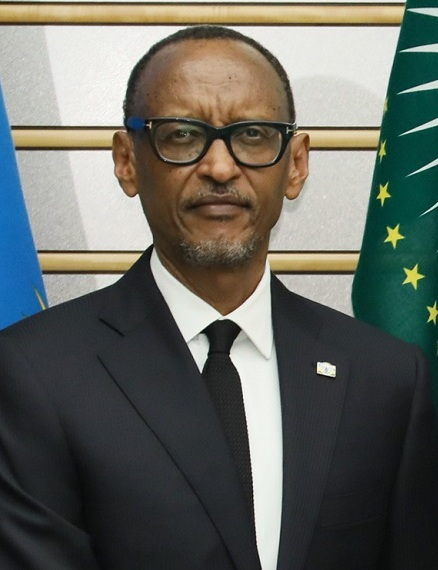
Paul Kagame, 2022

Paul Kagame (* 23. Oktober 1957 in der Präfektur Gitarama im belgischen UN-Treuhandgebiet Ruanda-Urundi, heute Südprovinz, in Ruanda) ist seit dem 22. April 2000 Präsident von Ruanda. Am 28. Januar 2018 wurde Kagame für ein Jahr zum Präsidenten der Afrikanischen Union gewählt. Zudem war er zwischen 2022 und 2024 Vorsitzender des Commonwealth of Nations.

## Leben
Nach der Unabhängigkeit des belgischen Mandatsgebiets Ruanda-Urundi 1962 musste Kagames Familie vor Pogromen gegen Tutsi mit dem fünfjährigen Sohn aus Ruanda nach Uganda fliehen.
Nach Abschluss der Schulzeit schloss sich Kagame 1979 dort Yoweri Museveni an, wurde Chef des militärischen Geheimdienstes und baute dort eine eigene Tutsi-Miliz auf, die später die Bezeichnung Ruandische Patriotische Front (RPF) führte. Nach dem Sturz von Milton Obote und Musevenis Machtübernahme trat Kagame in die aus der National Resistance Army hervorgegangene offizielle Armee Ugandas ein. 1990 absolvierte er eine Ausbildung am Command and General Staff College der United States Army in Fort Leavenworth im US-Bundesstaat Kansas.
Im selben Jahr begann er mit der RPF, deren Führung er kurz nach dem Tod von Fred Rwigema am 2. Oktober 1990 übernommen hatte, erste Invasionsversuche nach Ruanda. Im folgenden Bürgerkrieg von 1990 bis 1994 kämpfte er als Führer der RPF zusammen mit der Armee Ugandas gegen die Truppen Ruandas.

### Machtübernahme der RPF in Ruanda

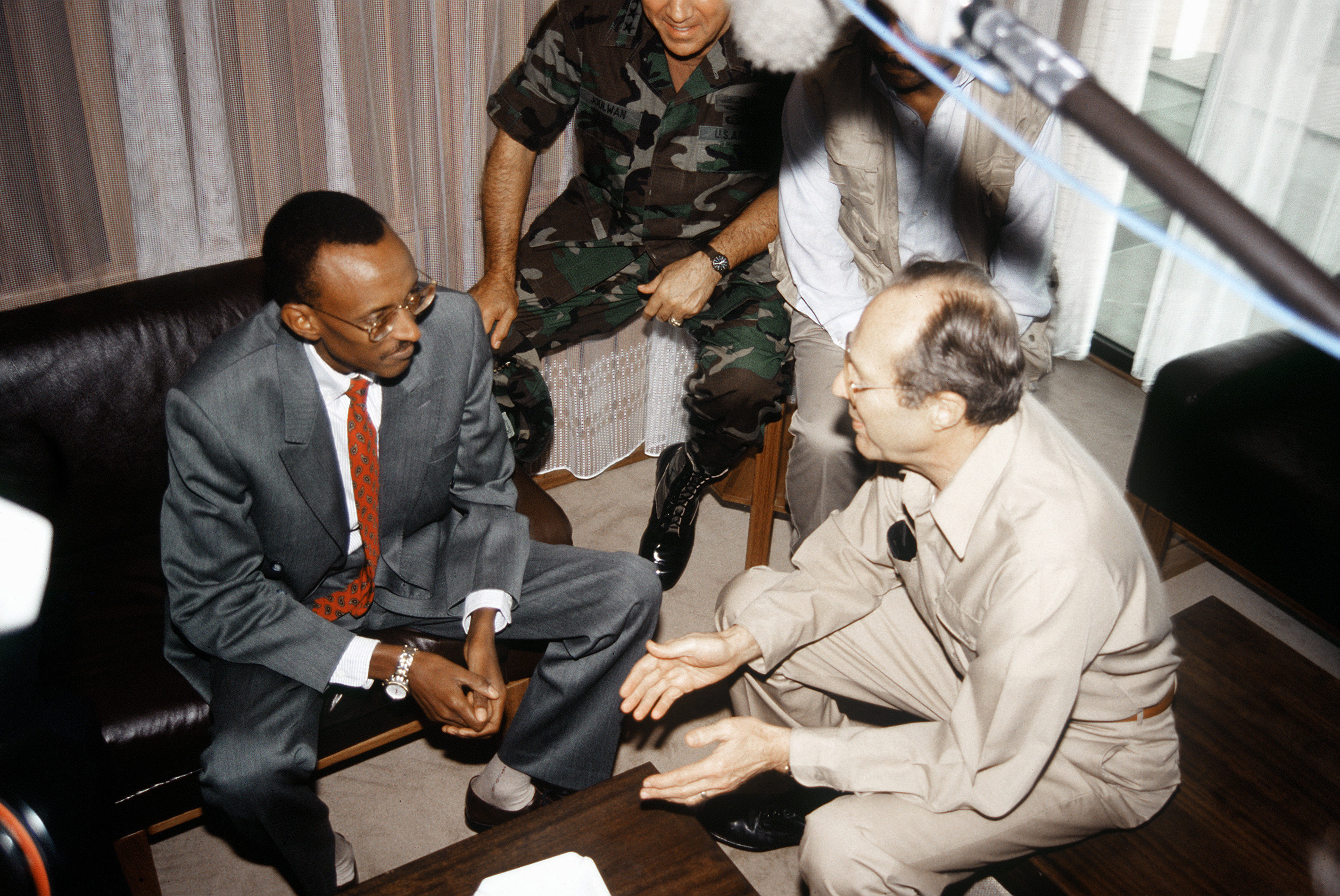
Im Gespräch mit dem Verteidigungsminister der Vereinigten Staaten William Perry, 31. Juli 1994

Als der damalige Präsident Juvénal Habyarimana am 6. April 1994 bei einem bis heute nicht aufgeklärten Flugzeugabsturz ums Leben kam, löste dies einen Völkermord aus. Bei diesem wurden mindestens 800.000 Tutsi und oppositionelle Hutu ermordet. Er wurde erst durch das militärische Eingreifen der RPF und die faktische Eroberung des Landes nach 100 Tagen beendet.
Am 19. Juli 1994 wurde Kagame Ruandas Vizepräsident sowie Verteidigungsminister.

### Präsidentschaft

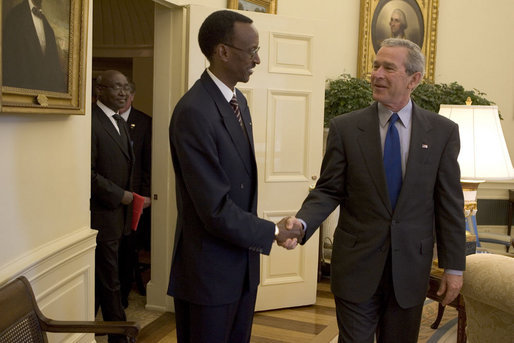
Zu Besuch im Weißen Haus bei George W. Bush, April 2005

Nach dem Rücktritt von Präsident Pasteur Bizimungu, im Bürgerkrieg ein Gefolgsmann Kagames, wurde Kagame am 17. April 2000 vom Parlament mit großer Mehrheit zum Staatspräsidenten gewählt; das Amt hatte er seit dem 24. März 2000 bereits interimistisch ausgeübt. Bei den Präsidentenwahlen im August 2003 wurde Paul Kagame mit 94 % der Stimmen im Amt bestätigt. Die Opposition unter der Führung von Faustin Twagiramungu, der selbst den Völkermord von 1994 nur durch Zufall überlebt hatte, warf ihm Wahlbetrug vor und erkannte die Wahl nicht an.
Im November 2006 wurden gegen Kagame und neun weitere hohe ruandische Funktionäre, Politiker und Militärs in Frankreich Klage erhoben. Das Verfahren wurde vom obersten französischen Ermittlungsrichter und Vizepräsident des obersten Gerichtshofs Jean-Louis Bruguière geführt. Kagame wurde vorgeworfen, in den Abschuss der Präsidentenmaschine von Juvénal Habyarimana und somit in die Ermordung von Habyarimana, Cyprien Ntaryamira, dem Präsidenten von Burundi, und der Crew verstrickt zu sein. Die in den Völkermord mündenden Reaktionen der Bevölkerung auf die Ermordung ihres (Hutu-)Präsidenten soll Kagame antizipiert und als Rechtfertigung für seine Machtübernahme gebraucht haben. Ihm drohte bei Einreise in die EU die Verhaftung, 2008 kam es am Flughafen Frankfurt zur Verhaftung seiner Protokollchefin Rose Kabuye. Die Vorwürfe wurden nach Wiederaufnahme der Ermittlungen entkräftet; der neue französische Untersuchungsbericht kam zu dem Ergebnis, dass der damalige Präsident durch eine Rakete aus dem Lager der Präsidentengarde starb.

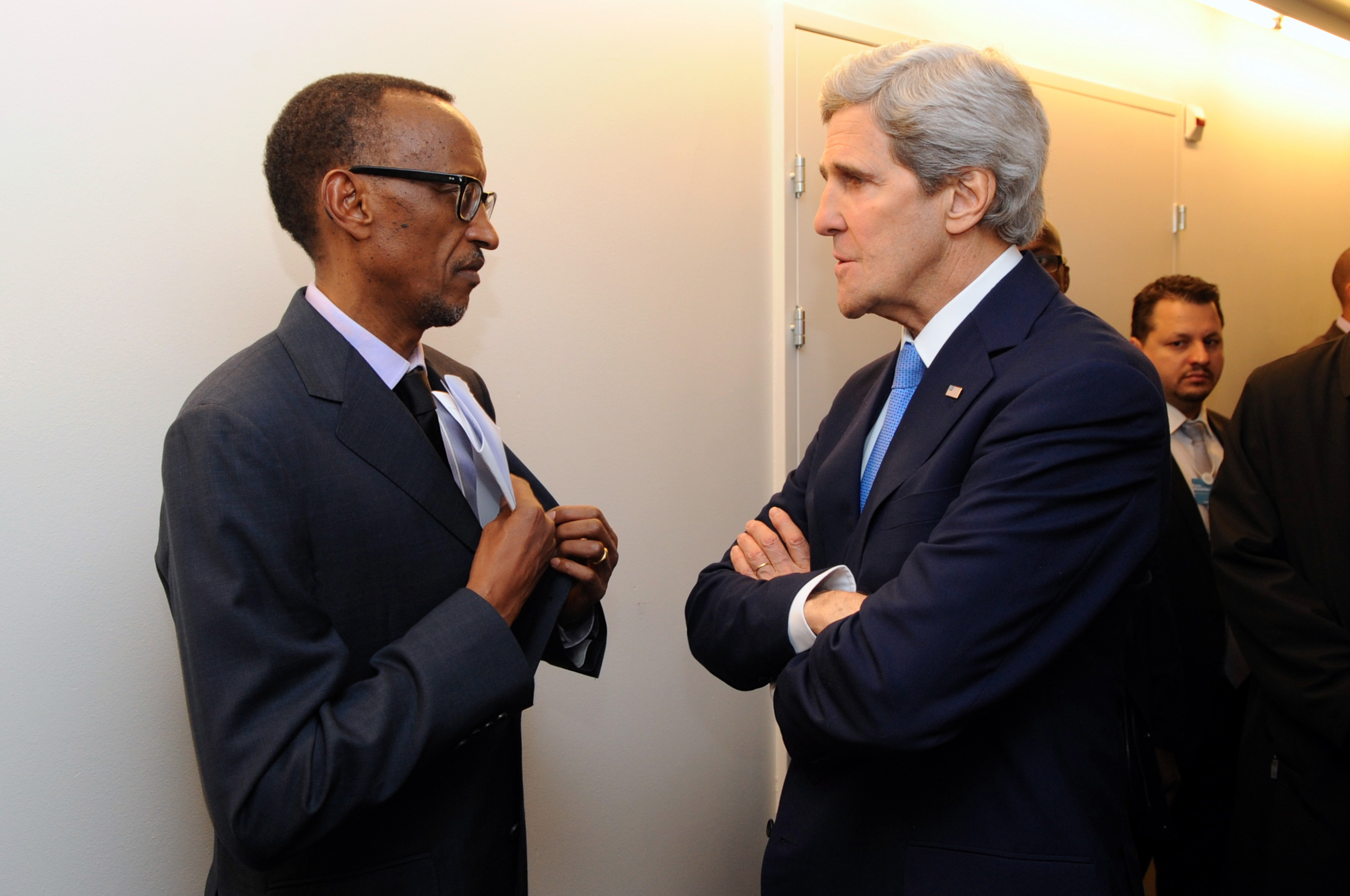
Mit US-Außenminister John Kerry beim WEF-Jahrestreffen 2014

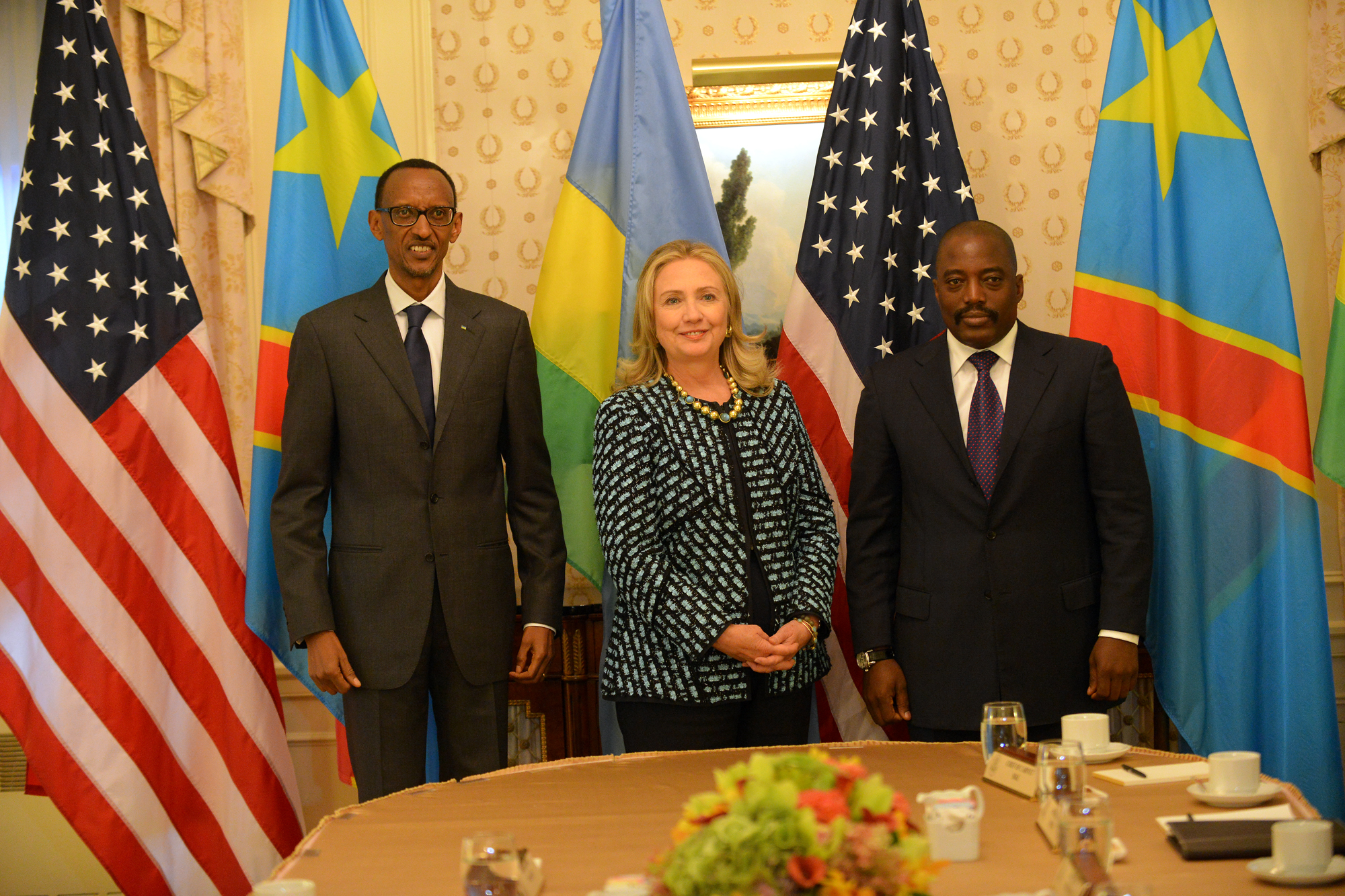
Trilaterales Treffen von Präsident Joseph Kabila und Präsident Paul Kagame mit US-Außenministerin Hillary Clinton im Hotel Waldorf Astoria New York, 24. September 2012

Bei den Präsidentschaftswahlen am 9. August 2010 wurde Kagame erneut im Amt bestätigt. Er erhielt nach Angaben der nationalen Wahlkommission 93,08 % der abgegebenen Stimmen. Die Wahlen fanden allerdings weitgehend unter Ausschluss der Opposition statt, da die drei zugelassenen Gegenkandidaten zu Kagames politischen Verbündeten gehörten. Bereits im Vorfeld der Wahlen sei es nach Oppositionsangaben zu Einschüchterungsmaßnahmen durch die Regierung gekommen. Mehrere Oppositionspolitiker und Journalisten fielen Mordanschlägen zum Opfer. Auch während der Wahl sei es zu Unregelmäßigkeiten gekommen.
Zusammen mit Yoweri Museveni, dem Präsidenten von Uganda, wird Kagame seit den späten 1980er Jahren zu den engsten Verbündeten der USA in der Region gezählt. Die USA unterstützten die RPF während des Einmarschs in Ruanda und wirkten nach Kagames Machtübernahme stabilisierend auf das Regime.
In einem Verfassungsreferendum am 19. Dezember 2015 stimmte die Bevölkerung Ruandas nach offiziellen Angaben mit 98,4 % für eine Aufhebung der Beschränkung der Amtszeiten des Präsidenten, welche nach Artikel 101 der Verfassung vorher auf zwei siebenjährige Amtsperioden begrenzt war. Damit könnte Kagame theoretisch bis 2034 im Amt verbleiben. Der Abstimmung ging eine Petition voraus, für die nach Regierungsangaben 3,7 Mio. Menschen für eine Verlängerung der Amtszeit Kagames unterschrieben, welcher sonst 2017 hätte abtreten müssen. Kritiker sprechen von mehrfachen und erzwungenen Unterzeichnungen. Angesichts der eingeschränkten Presse- und Versammlungsfreiheit in Ruanda plädierte nur die nicht im Parlament vertretene grüne Partei für eine Ablehnung der Verfassungsänderung. Eine Kampagne konnten Gegner auch zeitlich nicht organisieren: Zwischen Ansetzung und Durchführung der Abstimmung lag nur eine Woche. International forderten Vertreter der EU und die US-Botschafterin bei den Vereinten Nationen, Samantha Power, Kagame zum freiwilligen Amtsverzicht auf.
Bei den Präsidentschaftswahlen am 4. August 2017 wurde Kagame zum dritten Mal im Amt bestätigt. Gemäß Schätzungen der Wahlkommission nahmen 97 % der 6,9 Millionen Wahlberechtigten an den Wahlen teil, wovon sich nach Auszählung von 80 % der Stimmen mehr als 98 % für Kagame ausgesprochen haben.
Im Juli 2022 antwortete Kagame auf die Frage, ob er für eine weitere Amtszeit kandidieren würde: „Ich habe vor, weitere 20 Jahre zu kandidieren, ich habe damit kein Problem.“ Auf einem Nationalkongress im April 2023 wurde er als Vorsitzender seiner Partei wiedergewählt. Die letzte Präsidentschaftswahl fand am 15. Juli 2024 zusammen mit den Parlamentswahlen statt. Am 12. Juni 2024 ernannte Kagame im Zuge einer Kabinettsumbildung unter anderem Vincent Biruta vom Außen- zum Innenminister, Olivier Nduhungirehe zum neuen Außenminister, Yusuf Murangwa zum neuen Finanzminister, Consolée Uwimana zur neuen Familienministerin, Jeanne d’Arc Mujawamariya von der Umwelt- zur Arbeitsministerin und Valentine Uwamariya zur neuen Umweltministerin Ruandas. Kagame gewann die Präsidentschaftswahl mit 99,18 Prozent der Stimmen.

## Kritik und Rezeption
Paul Kagame wird ein weitreichender Einfluss auf die Entwicklung der ruandischen Gesellschaft nach dem Völkermord zugeschrieben. Ihm wird eine maßgebliche Rolle bei der Stabilisierung des Landes und dem wirtschaftlichen Aufschwung Ruandas angerechnet. Von vielen Afrikanern auf dem ganzen Kontinent wird er daher bewundert und Ruanda unter seiner Herrschaft als Modellstaat für das übrige Afrika gesehen.
Gleichwohl, so seine Kritiker, wurden diese Erfolge unter Umgehung der Demokratisierung im eigenen Land wie auch auf Kosten des Kongo, von dessen illegaler Rohstoffausbeutung größtenteils Ruanda profitiert, erzielt.
Über mehr als ein Jahrzehnt war Ruanda einer der größten Coltan-Exporteure der Welt. Coltan produzierte das Land aber nicht selbst. Viele NGOs legten Beweise vor für Coltanplünderungen durch mit Kigali verbundene Gruppen im Ostkongo in den beiden Provinzen Nord-Kivu und Sud-Kivu. Die Region Kivu ist reich an Coltan, das man für Mobiltelefone und Laptops braucht.

### Kritik anlässlich der Situation in Ruanda
Während des Bürgerkriegs in Ruanda von 1990 bis 1994 sollen von der Kagame unterstehenden RPF massive Menschenrechtsverletzungen begangen worden sein. So kam es zu Tötungen von Kriegsgefangenen und Massakern an der Zivilbevölkerung. Die RPF soll weiterhin Tötungen ruandischer Tutsi in Kauf genommen und teilweise sogar provoziert haben, um den Druck auf das Regime von Habyarimana zu erhöhen. Nach der Machtübernahme in Ruanda durch die RPF kam es zu systematischen Verfolgungen der Hutu. Kritiker werfen Kagame vor, unter der Protegierung eine Diktatur aufgebaut zu haben, die elementare demokratische Grundrechte vermissen lasse. Es wird eine Unterdrückung der Opposition sowie mangelnde Pressefreiheit im heutigen Ruanda beklagt.

### Kritik anlässlich Ruandas Rolle im Kongokrieg

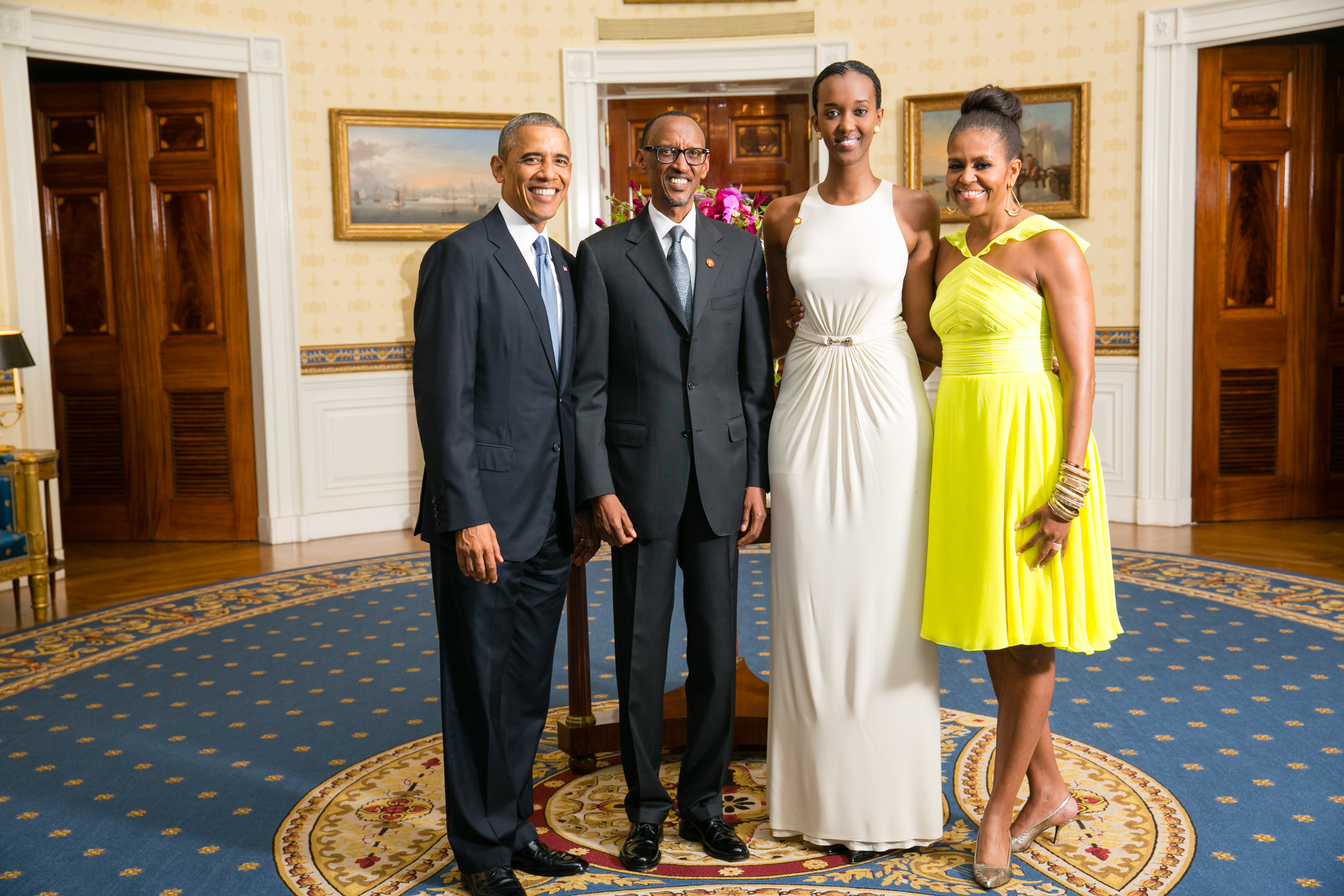
Präsident Barack Obama (links), Präsident Paul Kagame, seine Tochter Ange Kagame und Michelle Obama bei dem „United States–Africa Leaders Summit“ in Washington, August 2014

Auch wird seine Rolle als Führer der RPF kritisch gesehen: Sowohl der Einmarsch in Ruanda im Jahr 1990 als auch der Einmarsch in den Kongo im Jahr 1996, welcher den Beginn des ersten Kongokrieges darstellt, werden als nicht völkerrechtlich legitimiert und somit als Angriffskrieg betrachtet. In einem Report der Vereinten Nationen aus dem Jahr 2001 wird Kagame (und ebenso Museveni) Beteiligung beziehungsweise Einflussnahme im zweiten Kongokrieg mit dem Ziel der massiven Plünderung der Bodenschätze Ostkongos vorgeworfen. Zeitweise wurden 70 % der kongolesischen Coltanvorkommen von Ruanda kontrolliert.

“Presidents Kagame and Museveni are on the verge of becoming the godfathers of the illegal exploitation of natural resources and the continuation of the conflict in the Democratic Republic of the Congo. They have indirectly given criminal cartels a unique opportunity to organize and operate in this fragile and sensitive region.”

„Die Präsidenten Kagame und Museveni sind kurz davor, zu den Mafiapaten der illegalen Ausbeutung der natürlichen Ressourcen Kongos sowie der Fortführung des dortigen Konfliktes zu werden. Sie haben indirekt kriminellen Kartellen die Möglichkeit beschafft, in dieser instabilen Region zu operieren.“

Der kenianische Ökonom James Shikwati wirft Kagame vor, inzwischen Millionen von Menschen im Kongo auf dem Gewissen zu haben. In einem 2010 von der UNO veröffentlichten Bericht werden der RPF in der Zeit von 1993 bis 2003 zahlreiche Massaker an der Zivilbevölkerung im Ostkongo sowie Massenvergewaltigungen – also die systematische Vergewaltigung und Verstümmelung der Frauen als Kriegswaffe – und die Plünderung von Dörfern vorgeworfen.

## Auszeichnung
- 2009 verlieh der ehemalige US-Präsident Bill Clinton den Global Citizen Award seiner Clinton Foundation an Kagame.[31]
- 2016 wurde ihm der Champions of Earth Award verliehen.